# Julie Rickard
Julie Rickard (* im 2. Quartal 1939 in Surrey, geborene Julie Charles) ist eine ehemalige englische Badmintonspielerin. 

## Karriere
Julie Charles gewann 1958 die French Open und die Swiss Open. Erst sechs Jahre später machte sie mit internationalen Erfolgen wieder auf sich aufmerksam und gewann erneut die French Open. Bei der Europameisterschaft 1972 gewann sie Silber.

## Sportliche Erfolge
| Saison | Veranstaltung                  | Disziplin   | Platz | Name                                 |
| ------ | ------------------------------ | ----------- | ----- | ------------------------------------ |
| 1958   | French Open                    | Damendoppel | 1     | Pratuang Pattabongse / Julie Charles |
| 1958   | Swiss Open                     | Dameneinzel | 1     | Julie Charles                        |
| 1964   | French Open                    | Mixed       | 1     | Oon Chong Jin / Julie Charles        |
| 1964   | French Open                    | Damendoppel | 1     | Julie Charles / Imre Rietveld        |
| 1966   | England: Einzelmeisterschaften | Mixed       | 1     | Tony Jordan / Julie Charles          |
| 1966   | French Open                    | Damendoppel | 1     | Julie Charles / Imre Rietveld        |
| 1967   | French Open                    | Damendoppel | 1     | Julie Charles / Imre Rietveld        |
| 1968   | Welsh International            | Dameneinzel | 1     | Julie Charles                        |
| 1968   | Welsh International            | Mixed       | 1     | Roger Mills / Julie Charles          |
| 1968   | Welsh International            | Damendoppel | 1     | Julie Charles / Angela Dickson       |
| 1969   | French Open                    | Dameneinzel | 1     | Julie Rickard                        |
| 1969   | French Open                    | Damendoppel | 1     | Julie Rickard / Alison Jean Glenie   |
| 1970   | All England                    | Damendoppel | 2     | Gillian Perrin / Julie Rickard       |
| 1971   | England: Einzelmeisterschaften | Damendoppel | 1     | Margaret Beck / Julie Rickard        |
| 1971   | Irish Open                     | Damendoppel | 1     | Margaret Beck / Julie Rickard        |
| 1971   | All England                    | Damendoppel | 3     | Margaret Beck / Julie Rickard        |
| 1972   | Europameisterschaft            | Damendoppel | 2     | Margaret Beck / Julie Rickard        |
| 1972   | All England                    | Damendoppel | 2     | Margaret Beck / Julie Rickard        |